# Pápai Erika
Pápai Erika (Budapest, 1959. október 4. –) Jászai Mari-díjas magyar színésznő, szinkronszínész.

## Élete
A Kodály Zoltán Zenei Általános iskolába járt. Az Eötvös Loránd Tudományegyetemen a Bölcsészettudományi Kart is látogatta.
Az Ascher Oszkár Irodalmi Színpadon játszott először. Többször jelentkezett a Színház- és Filmművészeti Főiskolára – közben könyvesbolti eladóként is dolgozott –, 1985-ben végzett Iglódi István tanítványaként. Már harmadéves korában főszerepet játszott a József Attila Színházban, ahova először szerződött. 1986-tól a Vígszínház művésznője, 2000 óta szabadfoglalkozású színésznő volt. 2021-2025 között a Turay Ida Színházban is játszott.
Drámai és zenés darabok főszerepeit egyformán jól alakítja, bár az utóbbi években főként operettekben, musicalekben szerepel. Vendégművészként játszott a Rock Színház, a Nemzeti Színház, a Magyar Színház, a Budapesti Operettszínház, a Merlin Színház, a Madách Színház, az Új Színház, a Turay Ida Színház, a Jászai Mari Színház, a Kőszegi Várszínház, a Karinthy Színház és a Vígszínház produkcióiban.
2022-től a Színház- és Filmművészeti Egyetem zenésmesterség tanára.

## Magánélete
Gyermeke, Szira Márk-Iván 1999-ben született.

## Színházi szerepei
- Betty Comden – Adolf Green – Charles Strouse – Les Adams: Taps....Eve Hamington
- Bertolt Brecht: Mahagonny városának tündöklése és bukása....Jenny
- Sarkadi Imre: Oszlopos Simeon....Zsuzsi
- Jean Anouilh: Euridike....Euridike
- Mario Vargas Llosa: Pantaleon és a hölgyvendégek....Pochita
- Presser Gábor – Horváth Péter – Sztevanovity Dusán: A padlás....Kölyök naiv szellem, 530 éves; Süni
- Alain Boublil – Claude-Michel Schönberg – Victor Hugo: Nyomorultak....Fantine
- Leonard Bernstein: West Side Story....Maria
- William Shakespeare: Vízkereszt vagy amit akartok....Viola
- Szörényi Levente – Bródy János: Atilla – Isten kardja....Réka
- Butaságom története....Kabók Kata, színésznő
- Gregg Opelka: C'est la vie....Dominique
- Szakcsi Lakatos Béla: Cigánykerék
- Kálmán Imre: Csárdáskirálynő....Stázi
- Zerkovitz Béla: Csókos asszony....Kató
- Szirmai Albert – Bakonyi Károly: Mágnás Miska....Rolla grófnő
- Karinthy Ferenc: Dunakanyar....Presszósnő
- Ernest Theodor Hoffmann – Lőrinczy Attila: A csoda alkonya....Rosebalverde Tündérasszony
- Márkus Alfréd – Harmath Imre – Vadnay László: A csúnya lány....Éva – Kató
- Eugène Scribe: Egy pohár víz....Anna, királynő
- Dosztojevszkij – Tovsztonogov: A félkegyelmű....Aglája
- Marius von Mayenburg: Haarmann....Mutter
- Grimm fivérek – Romhányi József – Fényes Szabolcs: Hamupipőke....Gyöngyike
- Hol vagytok ti régi játszótársak?
- Martin Sherman – Galambos Attila – Arany Tamás: Isadora
- Nagy András: Alma....Alma Mahler-Werfel
- Szörényi Levente – Bródy János: István, a király....Sarolt, István anyja
- Békeffi István – Stella Adorján: Janika....Gizi, színésznő
- Woody Allen: Játszd újra, Sam!....Nancy
- Jótékonysági Gála
- Kaszás Attila Emlékest
- Herczeg Ferenc: Kék róka....Cecile
- Szép Ernő: Lila akác....Bizonyosné
- Hunyady Sándor: Fekete szárú cseresznye....Irina
- A Magyar Dal gálaestje
- Szörényi Levente – Bródy János: A kiátkozott....Édua
- Terence McNally: Mesterkurzus....Sharon Graham, szoprán
- Howard Lindsay – Oscar Hammerstein – Richard Rodgers: A muzsika hangja....Mária
- Nincsen hónap Rejtő nélkül
- Baum–Harburg–Arlen: Óz, a csodák csodája....Dorothy
- Dosztojevszkij – Camus: Ördögök....Dása Satova
- Békés Pál: Össztánc
- Alice Power – Alice Purcell: Paper Walls/Papírfalak
- Rainer Werner Fassbinder: Petra von Kant keserű könnyei....Petra von Kant
- Pikáns Zsoltár – Mezei Mária válogatott válaszai
- Bertolt Brecht: A szecsuáni jóember....Asszony
- Szörényi Levente – Bródy János: Veled, Uram!....Ilon
- Krúdy Gyula: A vörös postakocsi....Montmorency kisasszony
- Csehov: Cseresznyéskert....Ljubov Andrejevna Ranyevszkaja

## Filmjei

### Játékfilmek
- Városbújócska (1985)
- A Skorpió megeszi az Ikreket reggelire (1992)
- Kútfejek (2006)
- Elk*rtuk (2021)
- Magunk maradtunk (2022)

### Tévéfilmek
- Fekete rózsa (1980)
- Egy szerelem három éjszakája (1986)
- Nyolc évszak 1–8. (1987)
- Fűszer és csemege (1988)
- Miniszter (1988)
- Ragaszkodom a szerelemhez (1988)
- A kis cukrászda (1989)
- Oktogon (1989)
- Nyomozás a Kleist-ügyben (1989)
- Fehér kócsagok (1990)
- Hölgyek és urak (1991)
- Ördögváltozás Csíkban (1993)
- Öregberény (1993–1995)
- Szemben a Lánchíd oroszlánja (1995)
- A becsületes megtaláló (1996)
- A templom egere (1998)
- Capitaly (2002)
- Karácsony édes ünnepén (2002)
- Rex
- A pesti légionárius
- In memoriam Reményik Sándor (közreműködő)
- Most, amikor minden virág nyílik? (közreműködő)

### Sorozatok
- 200 első randi (2018–2019) Perczel Ildikó[7]

## Szinkronszerepei
- Tudhattad volna – Grace Fraser – Nicole Kidman
- Vásott szülők (Parenthood) – Sarah Braverman – Lauren Graham
- Balhés tesók – Betty Tanager – Lauren Graham
- Mezítláb a parkban – Corie (1992)[8]
- Harmadik Shrek: Csipkerózsika
- A Kennedy űrközpont jelentkezik: Navy Pilot Lt. Cmdr. Barbara DeSantos – Bobbie Phillips
- Bankok Hilton: Katrina Stanton – Nicole Kidman
- A gazember: Alice van Lück – Andrea Sawatzki
- Szívek szállodája: Lorelai Victoria Gilmore – Lauren Graham
- Az elveszett világ „2”: Marguerite Krux – Rachel Blakely
- Észak és Dél: Madeline Fabray Lamotte – Lesley-Anne Down (2. hang)
- Keresztanya: Angela de Marco – Michelle Pfeiffer
- Lucy, az aranyásó: Arvella Whipple – Glenn Close
- Született feleségek: Gabrielle Solis – Eva Longoria
- Csak a testeden át!: Kate Spencer – Eva Longoria Parker
- Matilda, a kiskorú boszorkány: Miss Honey – Embeth Davidtz
- Anasztázia (rajzfilm): Ánya / Anasztázia
- Hüvelyk Panna (rajzfilm)
- Megtört szívek – Gülseren Gülpinar – Nurgül Yeşilçay
- A szultána – Köszem szultána – Nurgül Yeşilçay
- Bates Motel-Psycho a kezdetektől: Norma Bates-Vera Farmiga
- Ki vagy, doki? (Az elkárhozottak utazása): Astrid
- Peth – Kylie Min
- Vásott szülők – Kylie Minogue

## Hangfelvételei
- A padlás, musical (Presser–Sztevanovity), 1993
- Veled, Uram!, rockopera (Szörényi–Bródy), 2000
- Atilla – Isten kardja, rockopera (Szörényi–Lezsák), 2001
- Moonwind, jazz (Upanisad Jazz), 2008
- Toldi, zenés mű (Ghymes), 2009  Archiválva 2010. április 25-i dátummal a Wayback Machine-ben
- Kit ringat a bölcső" [9] próza

## Díjai
- EMeRTon-díj (1992)
- Ajtay Andor-emlékdíj (1993)
- Jászai Mari-díj (1993)
- Varsányi Irén-emlékgyűrű (1993)
- Mensáros László-díj (1997)
- Súgó Csiga díj (2003)
- Rákosmente díszpolgára (2016)
- Iglódi István-emlékgyűrű (2017)[10]